# Harpalus cyrtonotoides
Harpalus cyrtonotoides är en skalbaggsart som beskrevs av Notman. Harpalus cyrtonotoides ingår i släktet Harpalus och familjen jordlöpare. Inga underarter finns listade i Catalogue of Life.